# Are 'Friends' Electric?
Are 'Friends' Electric? är en låt av den brittiska new wave-gruppen Tubeway Army, skriven och producerad av sångaren och frontmannen Gary Numan. Den utgavs som den andra singeln från albumet Replicas i maj 1979 och blev den 30 juni 1979 etta på brittiska singellistan där den låg kvar på förstaplatsen i fyra veckor.

## Om låten
Are 'Friends' Electric? är en mer än fem minuter lång synthlåt. Den spelades in med en Polymoog synthesizer vilket gjorde att den lät väldigt annorlunda och futuristisk för sin samtid, även om inspelningen även innehåller elbas och trummor. Versen och refrängen var från början två olika låtar som slogs ihop. Texten är influerad av science fiction och skildrar ett framtida samhälle. Titelns 'friends' syftar på robotar som ser ut som människor och kommer för att utföra olika tjänster.

## Låtförteckning
1. Are 'Friends' Electric? – 5.19
2. We Are So Fragile – 2.49

## Medverkande
- Gary Numan – synthesizers, gitarr, sång, låtskrivare, producent
- Paul Gardiner – basgitarr
- Jess Lidyard – trummor